# Kastenbein-Setzmaschine

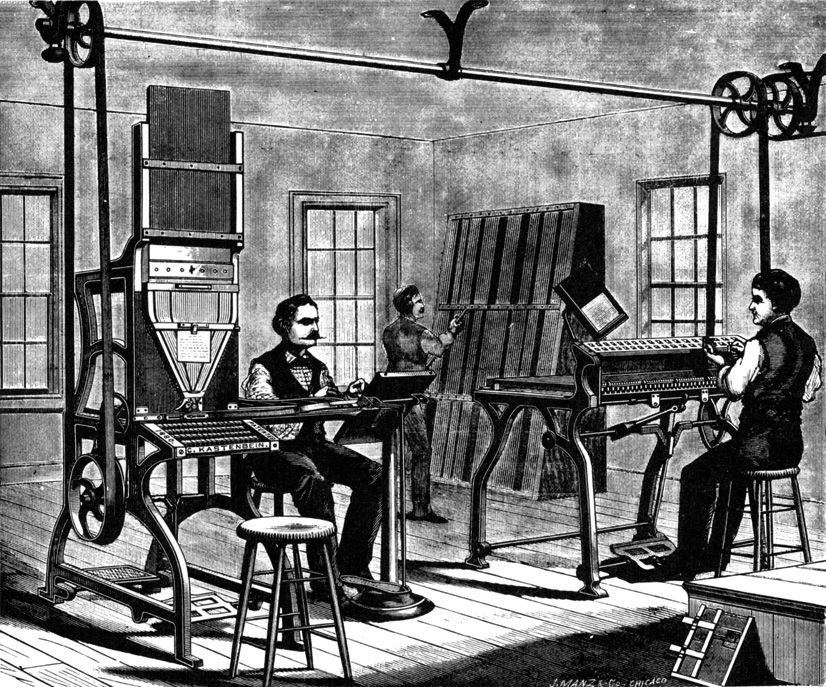
Die Typensetzmaschine von Charles Kastenbein

Die Kastenbein-Setzmaschine war eine von Charles Kastenbein gebaute Typensetzmaschine.
Erdacht wurde die Setzmaschine ursprünglich von einem unbekannten französischen Schriftsetzer, der mit Kastenbein bekannt war. Nach dem Tod des Setzers übernahm der deutsche Kaufmann Charles (eigentlich: Karl) Kastenbein, der bisher als Buchbinder in Paris tätig war, das unfertige Modell der Maschine. Er entwickelte es, angeregt durch John Walter III, den Inhaber der Tageszeitung London Times, weiter und erhielt im Jahr 1869 ein englisches Patent darauf.
Die Typensetzmaschine lagerte die Lettern in senkrechten Magazinen, die Orgelpfeifen ähneln. Wenn der Setzer eine Taste der Eingabetastatur drückte, wurde die entsprechende Type aus dem Magazin freigegeben und zu einer Sammelschiene transportiert, die eine Zeile gesetzten Text aufnehmen konnte. Eine weitere Person führte danach das Ausschließen der Zeile durch und nahm sie zur weiteren Verarbeitung mit.
Die Setzmaschine konnte mit Dampf oder einem Pedal angetrieben werden.
Kastenbein entwickelte auch einen Apparat zum Ablegen der Schrifttypen. Er bestand aus einem Setzkasten mit Trichtern unter den jeweiligen Fächern. In diesen wurden die Typen nach dem Ablegen aufgerichtet und in der richtigen Lage in die Magazine befördert.
Mit der Maschine konnten 7000 bis 8000 Zeichen in der Stunde gesetzt werden, deutlich mehr als im Handsatz. Dafür waren allerdings vier Arbeiter nötig, um die Maschine zu bedienen. Jeweils eine Person war notwendig zum Setzen, Ausschließen, Ablegen und Magazine füllen. Diesen hohen Personaleinsatz konnte die Zeitersparnis nicht aufwiegen.
Die Kastenbein-Setzmaschine wurde zunächst in Brüssel hergestellt, wo für sie eine neue Fabrik gegründet wurde. Im Jahr 1883 wurde die Produktion nach Hannover verlegt.
Die ersten Maschinen wurden bei der Londoner Zeitung The Times aufgestellt; sie betrieb noch bis 1908 25 Maschinen, wobei dort Komplettgießmaschinen immer neue Lettern gossen. Das gebrauchte Material wurde an Handsetzereien verkauft.
Weiter fand sie in Amerika und Europa Verbreitung, z. B. in Kopenhagen in der Buchdruckerei C. Ferslew, in Dresden bei den „Dresdner Nachrichten“ und der Berliner Reichsdruckerei.